# Moffat (Colorado)
Moffat è un centro abitato (town) degli Stati Uniti d'America, situato nella contea di Saguache dello Stato del Colorado. Nel censimento del 2000 la popolazione era di 114 abitanti.

## Geografia fisica
Secondo i rilevamenti dell'United States Census Bureau, Moffat si estende su una superficie di 3,6 km².